# Handball-Regionalliga (Frauen) 2008/09
Die Handball-Regionalliga der Frauen startete in der Saison 2008/09 mit fünf Staffeln:

## Saisonverlauf
Mit insgesamt 69 Mannschaften startete die Regionalliga in die Saison 2008/09, wobei nur die Staffel West die Spielzeit mit 13 Vereinen bestritt. Die vier anderen Staffeln spielten mit jeweils 14 Klubs.

### Regionalliga Süd
| Vj. | Verein                          |
| --- | ------------------------------- |
| 1   | SG BBM Bietigheim               |
| 2   | SC Riesa                        |
| 3   | SG Haslach-Herrenberg-Kuppingen |
| 4   | TV Grenzach                     |
| 5   | HC Leipzig II                   |
| 6   | TSG Ketsch II (N)               |
| 7   | ESV Regensburg (N)              |
| 8   | HSG Albstadt                    |
| 9   | TS Ottersweier                  |
| 10  | TV Möglingen                    |
| 11  | VfL Waiblingen (A)              |
| 12  | SG Leutershausen (N)            |
| 13  | HCS Neustadt-Sebnitz            |
| 14  | SC Markranstädt II (N)          |

Landkarte Regionalligen: Nordost, Nord, West, Südwest und Süd.

1. Spalte: Vj.=Vorjahresplatzierung; A=Absteiger aus der 2. Bundesliga; N=Neuling/Aufsteiger aus der Oberliga.

### Regionalliga Südwest
| Vj. | Verein                                    |
| --- | ----------------------------------------- |
| –   | TSG Ober-Eschbach (A)                     |
| –   | DJK Marpingen (A)                         |
| 2   | SV Reichensachsen                         |
| 3   | Thüringer HC II                           |
| 4   | HSG Bad Wildungen-Friedrichstein-Berghein |
| 5   | HSG Mörfelden-Walldorf                    |
| 6   | Eintracht Baunatal                        |
| 7   | TV Dudenhofen                             |
| 8   | HSG Kleenheim                             |
| 9   | DJK/MJC Trier II                          |
| 10  | SV Germania Fritzlar                      |
| –   | TV Idstein (N)                            |
| –   | TG Osthofen (N)                           |
| –   | 1. FSV Mainz 05 (N)                       |

1. Spalte: Vj.=Vorjahresplatzierung; A=Absteiger aus der 2. Bundesliga; N=Neuling/Aufsteiger aus der Oberliga.

### Regionalliga West
| Vj. | Verein                       |
| --- | ---------------------------- |
| 2   | TuS Nettelstedt              |
| 3   | Bayer 04 Leverkusen II       |
| 4   | 1. FC Köln                   |
| 5   | HSG Union 92 Halle           |
| 6   | HSG Siebengebirge/Thomasberg |
| 8   | VT Kempen                    |
| 9   | Teutonia Riemke              |
| 10  | SG Knetterheide-Schötmar     |
| 11  | HSV Solingen-Gräfrath        |
| –   | HSG Blomberg-Lippe II (N)    |
|     | Eintracht Oberlübbe (N)      |
|     | TV Strombach (N)             |
| –   | TV Walsum-Aldenrade (N)      |

1. Spalte: Vj.=Vorjahresplatzierung; A=Absteiger aus der 2. Bundesliga; N=Neuling/Aufsteiger aus der Oberliga.

### Regionalliga Nord
| Vj. | Verein                       |
| --- | ---------------------------- |
| –   | TV Oyten (A)                 |
| 2   | VfL Wolfsburg                |
| 4   | VfL Oldenburg II             |
| 5   | HSG Hattorf/Schwiegershausen |
| 6   | HSG RPT Isenhagen            |
| 7   | HV Lüneburg                  |
| 8   | HSV Haldensleben             |
| 9   | SV Union Halle-Neustadt II   |
| 10  | Werder Bremen                |
| 11  | BV Garrel                    |
| 12  | TuS Komet Arsten             |
| –   | HC Salzland 06 (N)           |
| –   | HSG Hude/Falkenburg (N)      |
| –   | SV Wacker Osterwald (N)      |

1. Spalte: Vj.=Vorjahresplatzierung; A=Absteiger aus der 2. Bundesliga; N=Neuling/Aufsteiger aus der Oberliga.

### Regionalliga Nordost
| Vj. | Verein                    |
| --- | ------------------------- |
| –   | MTV Altlandsberg (A)      |
| –   | TSG Wismar (A)            |
| 2   | TSV Owschlag              |
| 3   | Reinickendorfer Füchse    |
| 4   | Berliner TSC              |
| 5   | SV Fortuna Neubrandenburg |
| 6   | VfL Bad Schwartau         |
| 7   | Buxtehuder SV II          |
| 8   | HSG Kropp-Tetenhusen      |
| 9   | HSG Tarp-Wanderup         |
| –   | FHC Frankfurt/Oder II (N) |
| –   | Ahrensburger TSV (N)      |
| –   | SVTO Neumünster (N)       |
| –   | SG ASC/VfV Spandau (N)    |

1. Spalte: Vj.=Vorjahresplatzierung; A=Absteiger aus der 2. Bundesliga; N=Neuling/Aufsteiger aus der Oberliga.
1999/2000 |
2000/01 |
2001/02 |
2002/03 |
2003/04 |
2004/05 |
2005/06 |
2006/07 |
2007/08 |
2008/09 |
2009/10